# Amina Tyler
Amina Tyler (tiếng Ả Rập: أمينة تيلر; sinh ngày 7 tháng 12 năm 1994  với tư cách là Amina Sboui (أمينة السبوعي)) là một sinh viên Tunisia, nhà hoạt động vì quyền phụ nữ, và là thành viên của Femen.

## Tiểu sử

### Ảnh khỏa thân "Cơ thể của tôi là của tôi"
Vào ngày 11 tháng 3 năm 2013, Tyler là người phụ nữ Tunisia đầu tiên đăng một bức ảnh cô ấy khỏa thân từ thắt lưng lên Facebook, với câu "Cơ thể của tôi là của tôi chứ không phải là nguồn gốc của bất kỳ ai" bằng tiếng Ả Rập. Bức ảnh được xem là tai tiếng và gợi lên những tranh cãi mạnh mẽ trong xã hội Tunisia có thể so sánh với những bức ảnh tự sướng khỏa thân của Ai Cập Aliaa Magda Elmahdy hai năm trước. Vào ngày 16 tháng 3, người dẫn chương trình nổi tiếng Naoufel Ouertani đã mời cô đến buổi trình diễn của anh trên Ettounsiya, nơi cô xuất hiện được ngụy trang bởi pixname. Cô giải thích rằng không phải vì lý do tình dục mà cô tỏ ra bất lực mà để kêu gọi họ đòi giải phóng phụ nữ trong một xã hội gia trưởng.
Imam Adel Almi đã đưa ra một fatwa để cô bị trừng phạt với 100 roi và ném đá đến chết.

### Phạt tù
Vào ngày 19 tháng 5 năm 2013, cô vẽ tên "FEMEN" trên tường nghĩa trang  tại Kairouan, để phản đối đại hội thường niên của đảng Salafi Ansar al-Sharia. Cô bị bắt và đưa đến nhà tù Messaadine ở Sousse. Cô phải đối mặt với án tù 1 năm.
Cha của Tyler, bác sĩ y khoa Mounir Sbouï, nói với tờ Libération của Pháp trong một cuộc phỏng vấn rằng con gái ông đã phạm sai lầm nhưng không phạm tội. Chiến binh và nhà vận động lâu năm của Diễn đàn Dân chủ Xã hội vì Lao động và Tự do, người đã rời đảng chỉ sau khi gia nhập chính phủ Troika, cho biết ông thậm chí còn tự hào về con gái mình "bảo vệ ý tưởng của mình" và cũng là người đưa ông đến hòa giải với những giá trị của riêng mình khiến anh ta hiểu rằng một người cần phải hoạt động.
Các cuộc biểu tình quốc tế theo sau để cô được thả ra. Vào ngày 29 tháng 5 năm 2013, ba thành viên FEMEN đã tổ chức biểu tình cởi trần trước tòa án Tunis để yêu cầu thả cô ấy trong khi hét lên "Amina tự do!" và "Một mùa xuân của phụ nữ đang đến!" (một tài liệu tham khảo về mùa xuân Ả Rập). Vào ngày 12 tháng 6 năm 2013, một thẩm phán Tunisia đã kết án hai thành viên FEMEN của Pháp và một tháng thứ tư và một ngày tù vì tội không công khai trong khi phản đối việc thả Tyler. Những người biểu tình, Pauline Hillier, Marguerite Stern và Josephine Markmann, đã được thả ra vào ngày 26 tháng 6 năm 2013 sau khi một tòa án Tunisia xóa án tù của họ.
Amina Tyler đã được tha bổng vì khinh miệt và phỉ báng vào ngày 29 tháng 7 năm 2013, nhưng cô vẫn bị bỏ tù trong thời gian chờ xét xử với một tội danh mạo phạm nghĩa trang.

### Hoạt động sau này
FEMEN đã tổ chức các cuộc biểu tình trước đại sứ quán Tunisia ở Paris, nơi họ hô vang 'Amina akbar! FEMEN akbar! ' (tham khảo Takbir) và trước Nhà thờ Hồi giáo Lớn ở Paris đốt một lá cờ Tawhid. Khi được phát hành vào tháng 8 năm 2013, Tyler tuyên bố rằng cô sẽ rời nhóm để phản đối, và thêm rằng cô nghĩ rằng hành động của FEMEN ở Paris là thiếu tôn trọng 'tôn giáo của người khác' và vì cô thấy sự thiếu minh bạch về tài chính trong tổ chức. Inna Shevchenko phản ứng ngạc nhiên: "Chính nhờ chiến dịch này mà Amina đã ra tù." 
Năm 2013, Tyler chuyển đến Paris, nơi cô học xong trung học và đồng tác giả cuốn tự truyện, xuất bản vào tháng 2 năm 2014  với tựa đề My Body Belongs to Me (ISBN 978-2259223157). Trong Ngày Quốc tế Phụ nữ 8 tháng 3 năm 2014, Tyler và bảy phụ nữ Ả Rập và Iran khác, bao gồm Maryam Namazie và Aliaa Elmahdy, đã biểu tình khỏa thân vì quyền của phụ nữ tại Kim tự tháp Louvre, hô khẩu hiệu bằng tiếng Pháp ủng hộ tự do, bình đẳng và chủ nghĩa thế tục (Liberté, égalité et laïcité).